# Moses Brown (basket-ball)
Moses Shirief-Lamar Brown, né le 13 octobre 1999 à New York aux États-Unis, est un joueur américain de basket-ball évoluant au poste de pivot.

## Biographie

### Carrière universitaire
Entre 2018 et 2019, il joue pour les Bruins d'UCLA à l'université de Californie à Los Angeles.

### Carrière professionnelle

#### Trail Blazers de Portland (2019-2020)
Le 20 juin 2019, il n'est pas sélectionné lors de la draft 2019 de la NBA.
Le 18 septembre 2019, il signe un contrat two-way avec les Trail Blazers de Portland.

#### Thunder d'Oklahoma City (2020-2021)
Le 22 novembre 2020, il signe un contrat two-way en faveur du Thunder d'Oklahoma City. Le 29 mars 2021, il signe un contrat de plusieurs années avec le Thunder d'Oklahoma City.

#### Mavericks de Dallas (2021-fév. 2022)
Le 18 juin 2021, Moses Brown est envoyé chez les Celtics de Boston avec Al Horford contre Kemba Walker.
Le 31 juillet 2021, il est transféré aux Mavericks de Dallas.
Le 10 février 2022, il est coupé par les Mavericks,.

#### Cavaliers de Cleveland (mars - juil. 2022)
Le 10 mars 2022, il signe pour 10 jours avec les Cavaliers de Cleveland.
Le 31 mars 2022, il signe un contrat two-way avec la franchise de l'Ohio.
Le 10 avril 2022, il signe un contrat standard.

#### Clippers de Los Angeles (juil. 2022 - fév. 2023)
Le 15 octobre 2022, il signe un contrat two-way avec les Clippers de Los Angeles avant le début de la saison 2022-2023.
Le 17 février 2023, il est coupé.

#### Knicks de New York (mars 2023)
Le 8 mars 2023, il signe un contrat two-way aux Knicks de New York,. Après 5 jours, il est licencié par les Knicks : il n'a joué aucun match avec les Knicks de New York et qu'une seule rencontre avec les Knicks de Westchester en G-League.

#### Nets de Brooklyn (mars - avril 2023)
Le 17 mars 2023, Brown signe un contrat de 10 jours aux Nets de Brooklyn. Le 28 mars 2023, il en signe un second d'affilée.

#### Retour aux Trail Blazers de Portland (2023-2024)
Le 22 août 2023, il est de retour aux Trail Blazers de Portland via un contrat d'une saison.

#### Pacers de l'Indiana (nov. - déc. 2024)
Le 9 octobre 2024, il signe un contrat avec les Knicks de New York mais il est libéré dès le lendemain.
Le 20 novembre 2024, Brown signe un contrat d'un an (non garanti) avec les Pacers de l'Indiana.
Le 9 décembre 2024, il est licencié.

#### Retour aux Mavericks de Dallas (février 2025)
Le 10 février 2025, il signe un contrat de 10 jours avec les Mavericks de Dallas.

## Statistiques

### Universitaires
| Saison    | Équipe   | Matchs | Titul. | Min./m | % Tir | % 3pts | % LF | Rbds/m. | Pass/m. | Int/m. | Ctr/m. | Pts/m. |
| --------- | -------- | ------ | ------ | ------ | ----- | ------ | ---- | ------- | ------- | ------ | ------ | ------ |
| 2018-2019 | UCLA     | 32     | 31     | 23,4   | 60,7  | —      | 35,2 | 8,30    | 0,30    | 0,60   | 1,90   | 9,70   |
| Carrière  | Carrière | 32     | 31     | 23,4   | 60,7  | —      | 35,2 | 8,30    | 0,30    | 0,60   | 1,90   | 9,70   |

### Professionnelles

#### Saison régulière
| Saison    | Équipe        | Matchs | Titul. | Min./m | % Tir | % 3pts | % LF | Rbds/m. | Pass/m. | Int/m. | Ctr/m. | Pts/m. |
| --------- | ------------- | ------ | ------ | ------ | ----- | ------ | ---- | ------- | ------- | ------ | ------ | ------ |
| 2019-2020 | Portland      | 9      | 0      | 3,7    | 40,0  | —      | 37,5 | 1,60    | 0,10    | 0,10   | 0,10   | 1,20   |
| 2020-2021 | Oklahoma City | 43     | 32     | 21,4   | 54,5  | —      | 61,9 | 8,90    | 0,20    | 0,70   | 1,10   | 8,60   |
| Carrière  | Carrière      | 52     | 32     | 18,3   | 54,0  | —      | 60,4 | 7,60    | 0,20    | 0,60   | 0,90   | 7,30   |

## Records sur une rencontre en NBA
Les records personnels de Moses Brown en NBA sont les suivants, :
| Type de statistique        | Saison régulière | Saison régulière            | Saison régulière |
| Type de statistique        | Record           | Adversaire                  | Date             |
| -------------------------- | ---------------- | --------------------------- | ---------------- |
| Points                     | 24               | Clippers de Los Angeles     | 16 mai 2021      |
| Paniers marqués            | 12               | Clippers de Los Angeles     | 16 mai 2021      |
| Paniers tentés             | 19               | Clippers de Los Angeles     | 16 mai 2021      |
| Paniers à 3 points réussis | -                | -                           | -                |
| Paniers à 3 points tentés  | -                | -                           | -                |
| Lancers francs réussis     | 8                | 2 fois                      | 2 fois           |
| Lancers francs tentés      | 12               | Pacers de l'Indiana         | 27 novembre 2022 |
| Rebonds offensifs          | 10               | @ Timberwolves du Minnesota | 6 janvier 2023   |
| Rebonds défensifs          | 17               | Celtics de Boston           | 27 mars 2021     |
| Rebonds totaux             | 23               | Celtics de Boston           | 27 mars 2021     |
| Passes décisives           | 3                | Clippers de Los Angeles     | 16 mai 2021      |
| Interceptions              | 3                | Hornets de Charlotte        | 27 février 2025  |
| Contres                    | 7                | Clippers de Los Angeles     | 16 mai 2021      |
| Balles perdues             | 4                | Warriors de Golden State    | 14 avril 2021    |
| Minutes jouées             | 38               | Clippers de Los Angeles     | 16 mai 2021      |

- Double-double : 19
- Triple-double : 0

Dernière mise à jour : 27 février 2025